# 博羅季諾戰役
博羅金諾之戰（俄语：Бородинская битва）是拿破崙戰爭中規模最大、死傷者最多的單日戰役，1812年9月7日於莫扎伊斯克鎮以西的博羅金諾村附近爆發，由法皇拿破崙一世所領導的法軍對陣俄羅斯帝國的米哈伊爾·庫圖佐夫元帥率領的俄軍，逾二十五萬士兵參與，造成至少七萬人死傷。
法軍雖然奪取了各個重要據點，俄軍也因戰略考量和差劣的軍隊素質被迫撤退，拿破崙對戰果卻不滿意。是次戰役是拿破崙在俄羅斯境內的最後一次攻勢，是侵俄戰役中的轉折點。

## 背景
當法軍於1812年6月進攻俄羅斯，沙皇亞歷山大一世宣告發動一場衞國戰爭來保衛祖國，俄軍便向著波蘭邊界集結，但因法軍快速挺進而後退。俄軍統帥巴克萊·德托利伯爵數次嘗試建立一條防線，都因為法軍的快速進軍而失敗。拿破崙從維捷布斯克率領軍隊出發，打算在開闊地上一舉殲滅俄軍。但是法軍離他們的補給基地考那斯已有九百二十五公里遠，這讓俄軍有機會攻擊法軍過度延長的補給線。儘管如此，拿破崙還是希望打一場決定性的戰役。

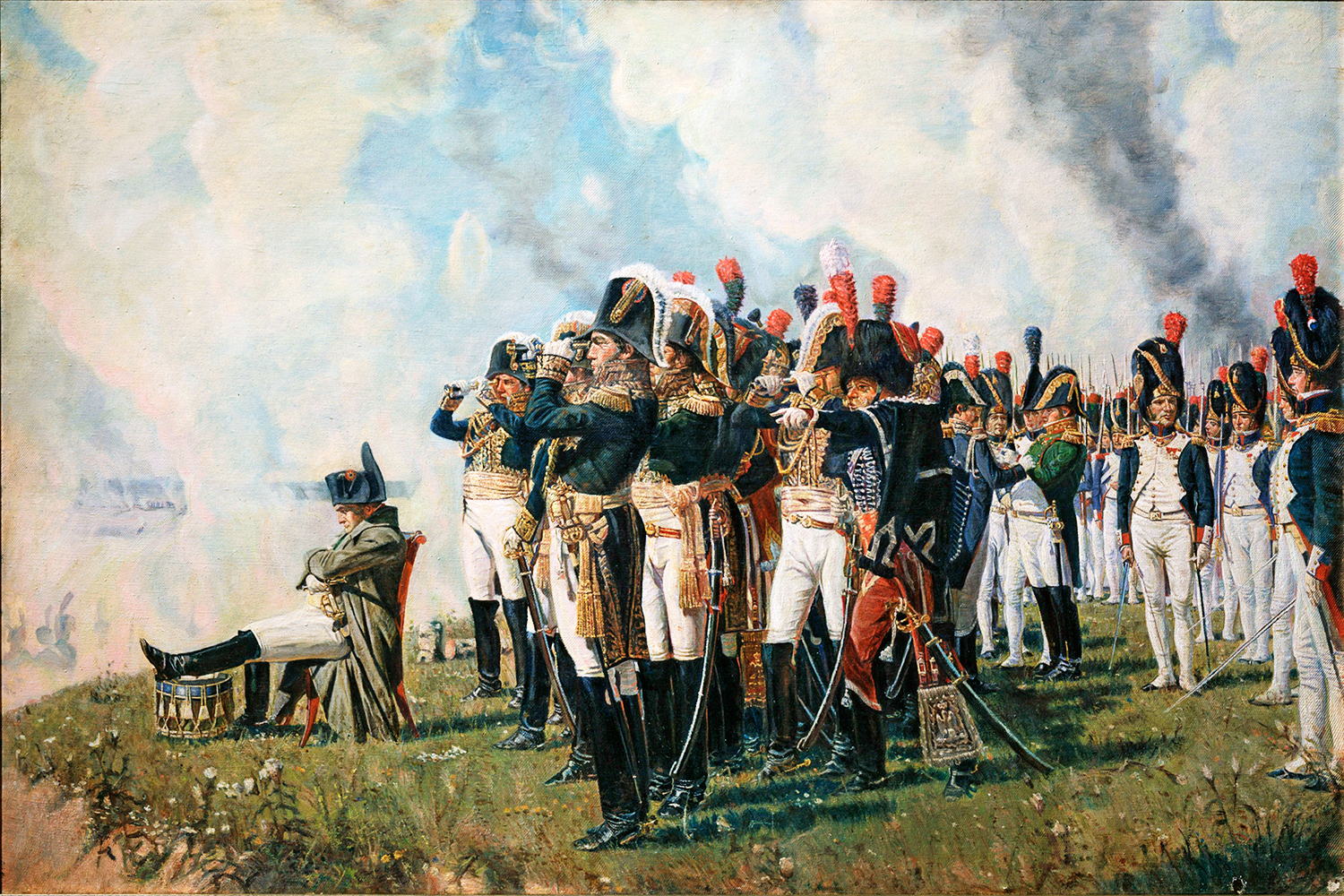
拿破崙一世於博羅金諾高地，作於1897年

法皇親自領導的中央法軍在渡過尼曼河時有著將近286,000人，但在戰役開始之初這個數字卻只剩下161,475人，傷病與飢餓已使法軍減員嚴重。
俄軍不斷地後退，使沙皇認為巴克萊·德托利伯爵無心應戰，便把他撤換。新任俄軍統帥米哈伊爾·庫圖佐夫終在距離莫斯科約125公里處建立了防禦陣地。他在博羅金諾村旁選了一片非常適合防守的土地，從9月3日起加強各樣工事，防線中央徧右處構築了Rayevski堡，左方則建立三個 V 字型狀的「巴格拉基昂突角堡」。

## 雙方軍力
俄軍投入180個步兵營、164個騎兵營、20個團的哥薩克騎兵，和55個砲兵旅（共673門火砲），總共103,800人。但七千人的哥薩克騎兵和一萬人的俄羅斯民兵並未直接參與戰鬥，而是在戰後被分編到已耗損的正規步兵營當中。在637門火砲中，有300門只被當作預備火砲，而且其中大多數從未在實戰中使用過。
法軍兵力有214個步兵營、317個騎兵營，和587門火砲，總共124,000人。然而，有著30個步兵營、24個騎兵營，和109門火砲，總共18,500人的帝国卫队卻沒有上陣作戰。

## 戰前序幕

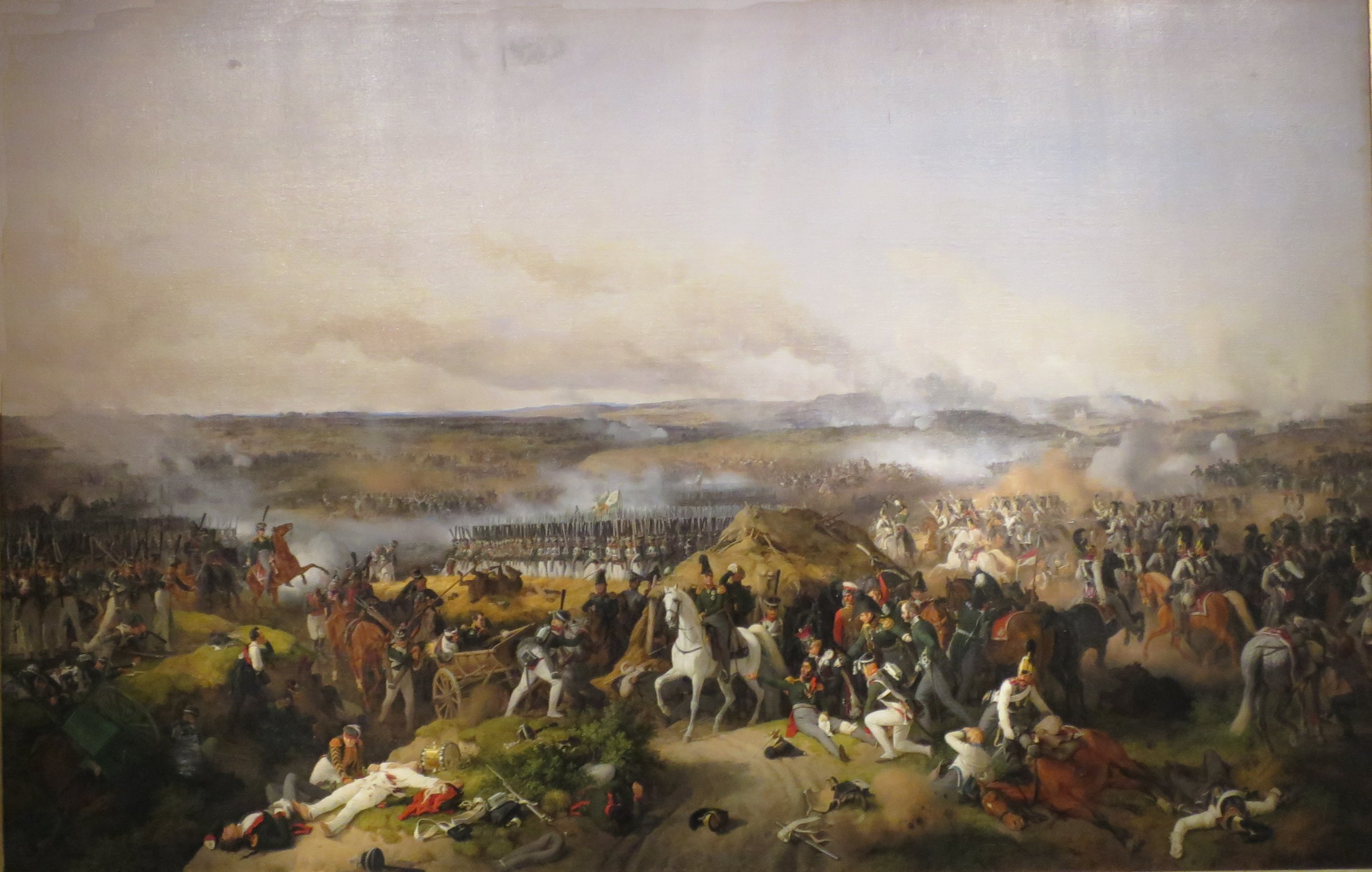
博羅金諾戰役，作於一八四三年

米哈伊爾·庫圖佐夫於1812年8月29日接管俄軍。這位高齡67歲的老元帥缺乏對現代戰爭的經驗並且他的軍事才能也不被當時的人們認為能跟拿破崙一較高下。但是，他卻比前任指揮官巴克萊·德托利更受到歡迎，因為他是個正統的俄國人，沒有日耳曼的血統，而且被認為更能勝任防禦作戰。或許庫圖佐夫最大的優點在於軍隊對他是完全的忠誠，而且有著眾多的副官來提供意見。接掌帥印的隔天，也就是8月30日，庫圖佐夫下達了另外一個撤退命令，要求軍隊退守至格夏特斯克。於那時法軍和俄軍的軍力之比已從原先的三比一降到了五比四。之所以選擇博羅金諾則是因為在莫斯科之前它是最佳的防守地點。

## 舍瓦爾金諾戰鬥
俄軍最初部屬在新完工的斯摩棱斯克公路（拿破崙預計用於前進莫斯科的道路）的南邊。在部隊的左邊，鄰近舍瓦爾金諾的一個小山丘上，聳立著一個五角形的防禦工事。儘管法軍是從村莊的西面和南面發起進攻，卻也不免遇到血腥的抵抗。
於9月4日當若阿尚·繆拉帶領的法軍遇上Konovnitzyn率領的俄軍時，戰鬥正式展開。當右翼受到威脅時，俄軍最終被迫撤退至Kolorzkoi Cloister。戰鬥於5日繼續進行著，但是Konovnitzyn的右翼因歐仁·博阿爾內親王所率領第四軍的到來而再一次地受到威脅。俄軍只好後退至舍瓦爾金諾多面堡，在那裏一場激烈的戰鬥展開了。繆拉帶領南索蒂（Nansouty）的第一騎兵隊和蒙布隆（Montbrun）的第二騎兵隊，以及支援他的康龐（Compan）第一步兵師進攻多面堡。同時约瑟夫·波尼亚托夫斯基的步兵也從南面向多面堡發起進攻。法軍損失了將近4,000人才將舍瓦爾金諾多面堡拿下，俄軍也有7,000多人的傷亡。
法軍突然從西面進擊並拿下舍瓦爾金諾多面堡使俄軍陷入一片混亂。俄軍的左翼被擊潰，只好向東撤退，在一個名為烏季扎（Utitza）的村莊重新設立替代據點。然而此時俄軍左翼已完全被清空等待敵人來包抄。

## 戰鬥

### 軍隊部署
俄軍陣地包含了幾個位於莫斯科河東岸互相不連貫的防禦工事，沿著支流科洛恰（Kolocha）的河岸直到烏季扎。在俄軍的左翼和正中有著濃密的森林，這對俄軍來說是個好消息，因為它加大了法軍在此佈署和調度軍隊的難度。俄軍的正面是Raevsky多面堡，一個巨大的防禦工事，架著19門12磅加農砲，有著對科洛恰河良好的視野。
庫圖佐夫打算從博羅金諾的北部跨越科洛恰河去攻擊法軍的左翼，然後從後方包抄法軍本部。這解釋了為什麼最具攻擊力的第一軍被派至已經夠強大的右面。巴格拉基昂率領的第二軍預計是要守住脆弱的左面，但不得不讓他的左翼暴露在敵人的砲火之下。儘管元帥的部下不斷請求重新部屬軍隊，但是庫圖佐夫並不因此改變他原本的計畫。因此，當俄軍的戰鬥從攻擊性質轉變成防禦性質的時候，早先駐紮在右面的眾多火砲根本無法發揮應有的實力。反觀法軍，他的火砲部隊恰恰是贏得戰鬥的關鍵。

### 巴格拉基昂凸角堡
也許是拿破崙進入俄羅斯後常常發病，影響了他的判斷力，當他面對俄軍防線時像失去了往常在戰場上的能力。儘管陸軍元帥路易·尼古拉·達武建議他從俄軍相對較弱的左翼包抄，皇帝命令法軍從正面強攻俄軍，把攻擊俄軍左翼的事交給了波尼亞特夫斯基親王和他相對較弱的第五軍。法軍最初的攻勢是想拿下三個稱為巴格拉基昂凸角堡的俄軍據點。這些防禦工事守護著俄軍沒有地形優勢的左翼。而這些凸角堡本身也有來自後方Semyanovskaya村的砲兵支援。

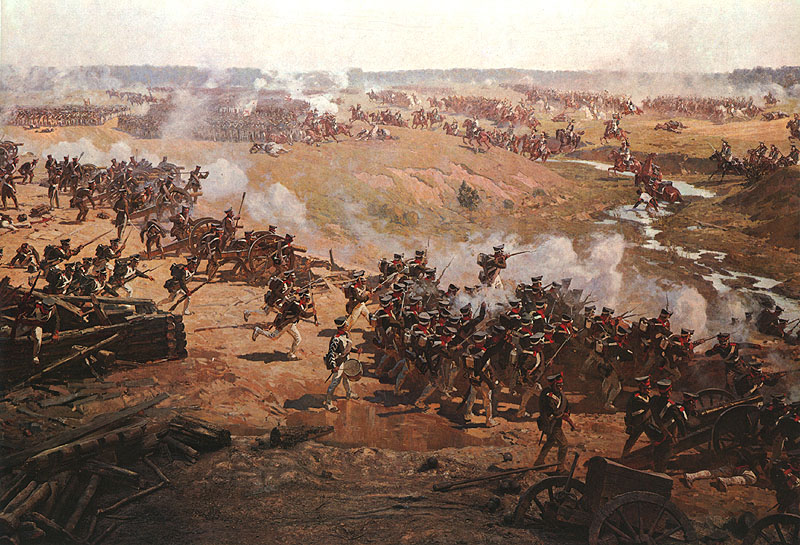
南索蒂率領騎兵隊進攻俄國擲彈兵，作於1912年.

戰鬥開始於06:00時，102門軍火砲隆隆地向俄軍中央發射砲彈。達武元帥命令康龐進攻最南方的一個凸角堡，和讓德薩耶（Dessaix）在部隊的左翼列隊。當康龐從科洛恰河岸的樹林裡率領軍隊出來時，他的部隊遭受到了俄軍猛烈的砲火，以至於康龐自己和德薩耶雙雙負傷。
當達武元帥看到部隊陷入一團混亂時，親自帶領第五十七旅向前突擊，直到自己的座騎在他腿下中彈倒下。索爾比埃（Sorbier）將軍看到元帥如此重地墜落下馬，認為他已經陣亡了。然而當瑞普（Rapp）將軍前來接替達武的職務時才發現他還活著，並且再次帶領部隊往前衝。瑞普自己則是在他軍旅生涯的第22次受傷前，率領第六十一旅向前推進。
於07:30時，達武元帥已經控制住了三個凸角堡。俄軍的巴格拉基昂親王隨即發起一次反攻，卻被米歇爾·內伊元帥的第二十四團給瓦解，而宣告失敗。巴格拉基昂雖然對德托利不太欣賞，但是還是跳過庫圖佐夫，直接向德托利求援。德托利沒有拒絕巴格拉基昂的請求，用最快的速度傳令下去，要求6個防衛團、8個擲彈兵營、24門12磅砲以全速去支援前線。
在這混亂的戰場上，法軍和俄軍衝進伸手不見五指的濃煙中，然後恐怖的火砲和步槍子彈重重地擊落在他們身上，就算不是以拿破崙時代的眼光來看，都是一場極為血腥的戰鬥。步兵和騎兵得要艱難地越過成堆的屍體還有一大群中彈的士兵。繆拉親王跟他的騎兵在凸角堡的周圍前進，想要攻擊巴格拉基昂的步兵，但卻遇到了由杜卡（Duka）率領的第二胸甲騎兵和支援他的內維羅夫斯基（Neverovsky）的步兵。德托利的援軍則是被送進了斷垣殘壁之中，被法軍的火砲給粉粹，使得法軍在1130時占領了俄軍的前線陣地。沙塵、煙霧、混亂，還有疲勞，都讓法國的元帥們（繆拉、達武、內伊）無法正確掌控戰場上的情況，以至於沒人曉得在俄軍撤退前法軍有大好機會一舉殲滅已經無力再戰的敵軍。
下午，由繆拉率領的步兵和騎兵聯合攻擊，突破俄軍防線，兩奪Raevsky堡。俄軍只得投入預備隊作戰，法、俄兩軍就陷入了一場血淋淋不斷消耗的混戰中。眼看俄軍漸漸不支，拿破崙卻沒有讓他的帝国卫队出戰，因為他怕戰事會延續至第二天。俄軍最終的反擊遭到法軍火砲所粉碎。到了晚上，雙方都收兵重整。當晚庫圖佐夫與他的幕僚商議後，決定撤退，第二天不再與法軍作戰，讓拿破崙奪得莫斯科，因為他認為俄軍已無力再戰，不惜代價的保衛莫斯科，還不如保存戰力來得重要。從事後看，這是個明智的決定。

## 統計
歷史學者 Adam Zamoyski 推算法軍有約2萬8千人傷亡，包括48名將領。俄軍的損失估算約3萬8500人至5萬8千人，但廣受學者們接納的是4萬5千人。如果取最小的傷亡數合計(法軍2萬8千和俄軍3萬8500)，兩軍共有6萬6500人傷亡。這足以讓博羅金諾之戰成為人類當時歷史中最血腥的一天戰鬥，超過了坎尼會戰(約6萬5千人傷亡)。雖然還有其他戰事結束時有更大的傷亡人數，但沒有像博羅金諾一樣，一天戰鬥後，有這麼多士兵傷亡。
據 Adam Zamoyski 計算，法軍步兵共發射了1,400,000發彈藥，每分鐘約2千3百發。砲兵也發射了6萬至9萬1千枚砲彈。

## 註腳
1. 1 2 3 4  Colson & Mikaberidze 2022，第464頁.
2. ↑  在当时俄国使用的儒略历中是8月26日。